# Dimitrija Demeter
Pour les articles homonymes, voir Déméter (homonymie).
Dimitrios Dimitriou - Dimitrija Demeter, né le 21 juillet 1811 et mort le 24 juin 1872 à Zagreb était un écrivain et dramaturge croate. Son œuvre la plus connue est le drame Teuta, considéré comme le premier drame croate dans lequel il épouse la thèse de l'origine illyrienne de tous les Slaves du sud. Il participe au mouvement des Illyriens et est l'un des signataires de l'Accord de Vienne concernant la langue serbo-croate.
Il écrit également des livrets pour l'opéra de Vatroslav Lisinski Ljubav and Zloba et Porin ainsi que pour les drames Dramatička pokušenja I. (en 1834) et Dramatička pokušenja II. (en 1844).
Il est l'un des fondateurs du Théâtre national croate.